# Brier
Brier és una població dels Estats Units a l'estat de Washington. Segons el cens del July 1, 2008 tenia 6.344 habitants.

## Demografia
Segons el cens del 2000, Brier tenia 6.383 habitants, 2.095 habitatges, i 1.766 famílies. La densitat de població era de 1.157 habitants per km².
Dels 2.095 habitatges en un 47,7% hi vivien nens de menys de 18 anys, en un 73,9% hi vivien parelles casades, en un 6,8% dones solteres, i en un 15,7% no eren unitats familiars. En l'11% dels habitatges hi vivien persones soles el 2,8% de les quals corresponia a persones de 65 anys o més que vivien soles. El nombre mitjà de persones vivint en cada habitatge era de 3,05 i el nombre mitjà de persones que vivien en cada família era de 3,29.
Per edats la població es repartia de la següent manera: un 30,5% tenia menys de 18 anys, un 6,4% entre 18 i 24, un 30,4% entre 25 i 44, un 26,8% de 45 a 60 i un 5,8% 65 anys o més.
L'edat mediana era de 37 anys. Per cada 100 dones de 18 o més anys hi havia 100,7 homes.
La renda mediana per habitatge era de 73.558 $ i la renda mediana per família de 77.226 $. Els homes tenien una renda mediana de 52.407 $ mentre que les dones 37.697 $. La renda per capita de la població era de 26.675 $. Aproximadament el 0,8% de les famílies i l'1,8% de la població estaven per davall del llindar de pobresa.

## Poblacions més properes
El següent diagrama mostra les poblacions més properes.